# Abdulharim Elzaid
Abdulharim Elzaid – egipski bokser, brązowy medalista igrzysk afrykańskich w Johannesburgu.

## Kariera amatorska
W 1999 roku zdobył brązowy medal podczas igrzysk afrykańskich w Johannesburgu. W półfinale przegrał z Ugandyjczykiem Muhamedem Kizito, który zdobył złoty medal.